# كميلاء صخرية
الكميلاء الصخرية (باللاتينية: Moltkia petraea) نوع نباتي يتبع جنس الكميلاء من الفصيلة الحِمحِمية.

## الموئل والانتشار
موطن هذا النوع اليونان وألبانيا وكرواتيا.

## مرادفات للاسم العلمي
(باللاتينية: Echium petraeum Tratt.)